# Clarence Park, St Albans

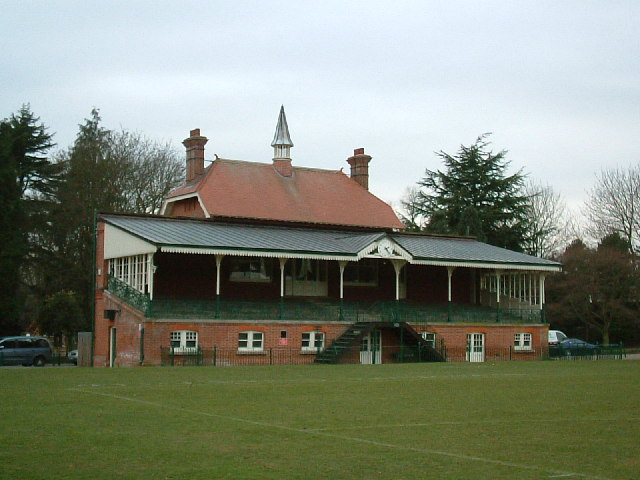
Cricketpaviljongen i Clarence Park

Clarence Park är en park som det finns en multiarena i, den ligger i St Albans, England, nära St Albans City järnvägsstation.
Parken anlades i början av 1894, och består av 16 tunnland (65.000 m2) kommunal idrottsplats och 9 tunnland (36.000 m2) offentlig park och nöjespark. Välgöraren, sir John Maple (ägare av Maples möbelvaruhus i Tottenham Court Road, som bodde i närheten Childwickbury,) donerade marken och betalade för uppförandet av byggnader, plantering av träd mm, utformningen av parken stod the City Surveyor, Mr G. Ford för. Ett slående vattenfontän, som fortfarande kan ses idag, skänktes av Lady Maple. 
Parken invigdes den 23 juli 1894 av Hertigen av Cambridge, en medlem av det brittiska kungahuset, och händelsen följdes av stora festligheter i staden. 
Arenan används är idag mest för hockeymatcher och cricket. Den är också hemmaarena för St Albans City fotbollsklubb. Arenan har en kapacitet på 4.500 personer (varav 900 sittande). 
Idrottsplatsen omfattar arenan plus ishockey/tennis områden, den offentlig parken har stora gräsytor som används för att sola och leka under sommaren, en musikpaviljongen, en lekpark för och ett café. Den offentlig parken används även för inspelning av en del scener i Disney Channel's förskoleserie Bunnytown.
Under sommaren hålls regelbundet konserter på musikpaviljongen. 